# 维莱莱索尔姆
维莱莱索尔姆（法語：Villers-les-Ormes，發音：[vilɛʁ lez‿ɔʁm]）是法国安德尔省沙托鲁区曾经的一个市镇，面积17.6平方千米，2018年1月1日人口为452人。2016年1月1日，维莱莱索尔姆与市镇圣莫尔合并为新的圣莫尔。

## 地理
维莱莱索尔姆（46°52'11"N, 1°37'58"E）面积17.6平方千米，位于法国中央-卢瓦尔河谷大区安德尔省，该省份为法国中部省份，北起卢瓦-谢尔省，西北接安德尔-卢瓦尔省，西南接维埃纳省，南至克勒兹省和上维埃纳省，东临谢尔省。
与维莱莱索尔姆接壤的市镇（或旧市镇、城区）包括：舍泽勒、代奥勒、尼耶讷、圣莫尔、安德尔河畔维勒迪约、维讷伊。
维莱莱索尔姆的时区为UTC+01:00、UTC+02:00（夏令时）。

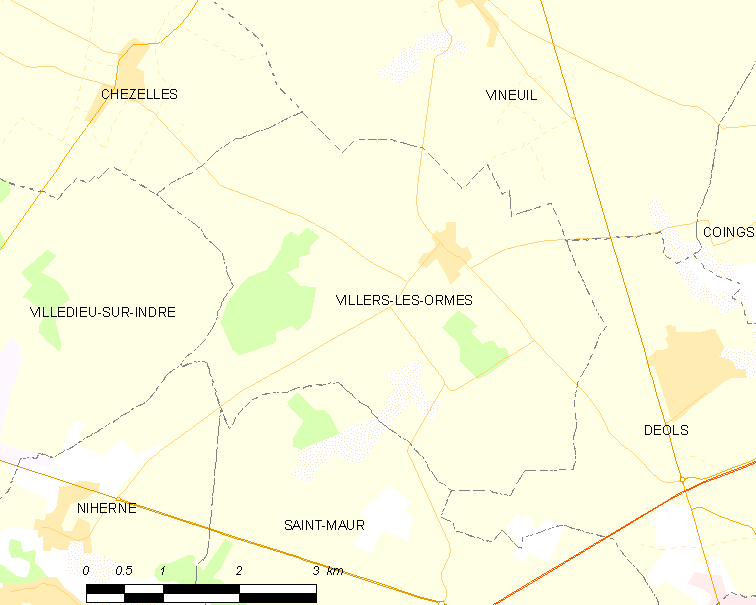
维莱莱索尔姆的OSM定位图

## 行政
维莱莱索尔姆的邮政编码为36250，INSEE市镇编码为36245。

## 政治
维莱莱索尔姆所属的省级选区为勒夫鲁县。

## 人口

1962-2008年间维莱莱索尔姆人口变化图示

维莱莱索尔姆于2018年1月1日时的人口数量为452人。